# K워드
K워드(KWord)는 KOffice 제품군의 일부인 더 이상 사용되지 않는 워드 프로세서이자 탁상출판 응용 프로그램이다. 캘리그라 스위트의 캘리그라 워즈(Calligra Words)에 의해 더 이상 사용되지 않는다.

## 역사
KWord는 프레임 사용과 같은 프레임메이커(FrameMaker)의 여러 아이디어를 사용하여 1998년 KOffice 프로젝트의 일부로 레지날드 슈타들바우어(Reginald Stadlbauer)에 의해 만들어졌다. 원 작성자는 이 응용 프로그램과 그 코드가 그의 첫 번째 객체 지향 응용 프로그램이었기 때문에 최고 수준이 아니라고 고백했다.
2012년까지 KWord는 나머지 KOffice 제품군과 함께 활발하게 개발되었다. KOffice 2.4부터 개발자들은 SC4 릴리스와 동기화하여 6개월마다 새로운 KOffice 버전을 릴리스하는 것을 목표로 삼았지만 KOffice에서는 2012년 3월 중순 이후로 개발 활동이 없었다.
2012년 8월 두 번의 사소한 커밋 이후 koffice.org 웹 사이트는 2012년 9월 초 자리 표시자로 대체되었다. 2012년 10월 22일 KDE는 품질 웹 사이트 도구에서 KOffice를 제거했다.